# Kuusemäe
Kuusemäe – wieś w Estonii, w prowincji Harju, w gminie Anija. Zamieszkana przez 28 osób (stan na 31.12.2013).